# Tam tự kinh
Tam Tự Kinh (chữ Hán: 三字經) là cuốn sách chữ Hán được soạn từ đời Tống, đến đời Minh, Thanh được bổ sung. Sách được dùng để dạy học cho học sinh mới đi học. Ở Việt Nam trước đây cũng dùng sách này. Nội dung cuốn sách hơn 1000 chữ, bố trí ba chữ một câu có vần. Hiện nay những người học chữ Hán cũng học nó để có số vốn 600 chữ để rồi tiếp tục học lên cao.

## Lịch sử
Ban đầu sách do Vương Ứng Lân (王應麟, 1223-1296) đời Tống biên soạn, sang cuối đời Tống được Âu Thích Tứ (區適子) biên soạn bổ sung thêm, sau đó sang đời Minh lại được Lê Trinh thêm vào, rồi đến đời Thanh lại viết thêm vào cho trọn lịch sử Trung Quốc.

## Nội dung
Sách được biên soạn để dạy vỡ lòng cho con trẻ thời Trung Quốc xưa. Nội dung rất phong phú, đề cập đến bản tính của con người lúc ban đầu là thiện, nhưng nhiễm những thói quen do hoàn cảnh môi trường nên dần mất bản tính ấy; cần phải chuyên cần, chăm chỉ học tập để duy trì bản tính thiện và trau dồi kiến thức. Mở đầu cuốn sách là đạo lý "Nhân chi sơ, tính bổn Thiện"... đến những đạo lý dạy dỗ làm người "Ngọc bất trác bất thành khí, nhân bất học bất tri lý", Tu tề, Đạo Hiếu, đối xử với anh em, bạn bè, từ đạo nghĩa cơ bản, xử thế, tam cương, ngũ thường,.. Đến cả địa lý mặt trời, mặt trăng, và diễn biến lịch sử của Trung Quốc, qua từ ngữ ngắn gọn, súc tích có vần có điệu. Có thể dạy dỗ cho con trẻ có một khái niệm về cuộc sống, về đạo đức, và làm người.
Cuốn sách có thể chia ra làm 6 phần với những nội dung chính như sau:
1- Từ "Nhân chi sơ, tính bản thiện" (人之初，性本善) đến "Nhân bất học, bất tri nghĩa" (人不學，不知義): nói về bản tính của con người là thiện và về tầm quan trọng đối với việc dạy dỗ của người thầy và vấn đề học tập của con trẻ.
2- Từ "Vi nhân tử, phương thiếu thời" (為人子，方少時) đến "Thủ hiếu đệ, thứ kiến văn" (首孝弟，次見聞): dạy cho các em phải hiếu thảo với bố mẹ, hòa thuận với anh em.
3- Từ "Tri mỗ số, thức mỗ văn" (知某數，識某文) đến "Thử thập nghĩa, nhân sở đồng" (此十義，人所同): dạy những kiến thức phổ thông từ cách đếm đến thời tiết 4 mùa, ngũ hành, lục cốc, lục súc...
4- Từ "Phàm huấn mông, tu giảng cứu" (凡訓蒙，須講究) đến "Văn Trung Tử, cập Lão Trang" (文中子，及老莊): giới thiệu những sách kinh điển của Nho gia và các trước tác của Chư tử.
5- Từ "Kinh tử thông, độc chư sử" (經子通，讀諸史) đến "Tải trị loạn, tri hưng suy" (載治亂，知興衰): trình bày lịch sử phát triển và sự hưng vong của các triều đại Trung Quốc.
6- Từ "Độc sứ giả, khảo thực lục" (讀史者，考實錄) đến "Giới chi tai, nghi miễn lực" (戒之哉，宜勉力): giới thiệu những gương hiếu học điển hình cho các em noi theo.

## Sự khác biệt[4]
| Câu | Việt Nam | Phiên âm          | Trung Quốc | Phiên âm         |
| --- | -------- | ----------------- | ---------- | ---------------- |
| 28  | 不知理   | Bất tri lý        | 不知義     | Bất tri nghĩa    |
| 36  | 所當識   | Sở đương thức     | 所當執     | Sở đương chấp    |
| 39  | 悌於長   | Đễ ư trưởng       | 弟於長     | Đễ ư trưởng      |
| 41  | 首孝悌   | Thử hiếu đễ       | 首孝弟     | Thử hiếu đễ      |
| 44  | 識某名   | Thức mỗ danh      | 識某文     | Thức mỗ văn      |
| 49  | 一太極   | Nhất thái cực     |            |                  |
| 50  | 二陰陽   | Nhị âm dương      |            |                  |
| 84  | 曰哀樂   | Viết ai lạc       | 曰哀懼     | Viết ai cụ       |
| 86  | 乃七情   | Nãi thất tình     | 七情具     | Thất tình cụ     |
| 89  | 與絲竹   | Dữ ti trúc        | 絲與竹     | Ti dữ trúc       |
| 96  | 至曾玄   | Chí tằng huyền    | 至元曾     | Chí nguyên tằng  |
| 103 | 君則敬   | Quân tắc kính     | 長幼序     | Trưởng ầu tự     |
| 104 | 臣則忠   | Thần tắc trung    | 友與朋     | Hữu dũ bằng      |
| 105 | 長幼序   | Trưởng ấu tự      | 君則敬     | Quân tắc kính    |
| 106 | 朋友公   | Bằng hữu công     | 臣則忠     | Thần tắc trung   |
| 115 | 由孝經   | Do Hiếu kinh      | 小學終     | Tiểu học chung   |
| 126 | 乃孔伋   | Nãi Khổng cấp     | 子思筆     | Tử tư bút        |
| 139 | 號五經   | Hiệu Ngũ kinh     | 號六經     | Hiệu Lục kinh    |
| 149 | 我姬公   | Ngã Cơ công       | 我周公     | Ngã Chu công     |
| 151 | 著六典   | Trứ lục điển      | 著六官     | Trứ lục quan     |
| 160 | 當詠諷   | Đương vịnh phúng  | 當諷詠     | Đương phúng vịnh |
| 188 | 稱盛治   | Xưng thịnh trị    | 稱盛世     | Xưng thịnh thế   |
| 266 | 心而推   | Tâm nhi thôi      | 心而惟     | Tam nhi duy      |
| 292 | 猶苦學   | Do khổ học        | 猶苦卓     | Do nhược trác    |
| 303 | 對大庭   | Đối đại đình      | 對大廷     | Đối đại đình     |
| 305 | 彼晚成   | Bỉ vãn thành      | 彼既成     | Bỉ ký thành      |
| 322 | 且聰明   | Thả thông minh    | 且聰敏     | Thả thông kính   |
| 324 | 當少成   | Đương thiểu thành | 當自警     | Đương tự cảnh    |
| 334 | 亦如是   | Diệc như thị      | 亦若是     | Diệc nhược thị   |
| 350 | 垂於後   | Thuỳ ư hậu        | 裕於後     | Dụ ư hậu         |